# Fortress Pass, British Columbia
Fortress Pass är ett bergspass i Kanada.   Det ligger i provinsen British Columbia, i den centrala delen av landet, 3 100 km väster om huvudstaden Ottawa. Fortress Pass ligger 1 330 meter över havet.
Terrängen runt Fortress Pass är bergig åt sydväst, men åt nordost är den kuperad. Fortress Pass ligger nere i en dal. Trakten runt Fortress Pass är nära nog obefolkad, med mindre än två invånare per kvadratkilometer.. Det finns inga samhällen i närheten. 
I omgivningarna runt Fortress Pass växer i huvudsak barrskog.